# Oncideres paurosoma
Oncideres paurosoma là một loài bọ cánh cứng trong họ Cerambycidae.